# Halmstad Hammers HC
Halmstad Hammers HC är en ishockeyklubb i Halmstad som bildades under namnet Halmstad Ungdom Hockey Club efter att den tidigare klubben Halmstad Hammers HC (1967–2005) gått i konkurs. Den nya klubben övertog genast ungdomsverksamheten från den tidigare klubben. 2006 bildade man det första A-laget och bytte också namn till Halmstad HF. Det nya A-laget spelade sin första match i Rosengårds Ishall i Malmö där man mötte Malmö Kryptonics i Division 3 och vann med 7–1. Till säsongen 2010/2011 var man tillbaka i Division 1, där laget sedan dess hållit sig kvar.
Förutom Herrarnas A-lag har klubben också ett damlag i Damtvåan, J20-lag i J20 Elit, J18-lag i J18 Division 1 samt flera olika ungdomslag och hockeyskola.2017 tog Halmstad HF den konkursade klubbens namn och heter nu alltså Halmstad Hammers.
Supporterklubben Sledgehammers är Halmstad Hockeys officiella supporterklubb.
Halmstad Hammers spelar sina hemmamatcher i Halmstad Arena.

## Halmstad Ravens HK
År 2015 så beslöt några av Hammers seniorspelare att fortsätta att spela på egen hand och bildade då Hammers andralag. År 2017 valde denna gruppering att bryta sig ur Hammers och bildade en ny förening kallad Halmstad Ravens HK.
På årsmötet den 19 september 2022 lade Halmstad Ravens HK ner som förening 

## Säsonger
| Säsong              | Division           | Placering   | Vårserie                  | Kval/Playoff                                                               |
| Halmstad HF         | Halmstad HF        | Halmstad HF | Halmstad HF               | Halmstad HF                                                                |
| ------------------- | ------------------ | ----------- | ------------------------- | -------------------------------------------------------------------------- |
| 2006/2007           | Division 3         | 2           |                           | Uppflyttade efter serieomläggning                                          |
| 2007/2008           | Division 2 Södra C | 2           |                           | Playoff: vinner mot Bäcken, utslagna i Förkval.                            |
| 2008/2009           | Division 2 Södra C | 1           |                           | Playoff: vinner mot Vimmerby; vinner Förkval 1:a i kvalserien, uppflyttade |
| 2009/2010           | Division 1F        | 7           | 4:a i vårserien           |                                                                            |
| 2010/2011           | Division 1F        | 8           | 1:a i fortsättningsserien | Utslagna i playoff 1 av Nybro Vikings                                      |
| 2011/2012           | Division 1F        | 7           | 3:a i fortsättningsserien |                                                                            |
| 2012/2013           | Division 1F        | 6           | 1:a i fortsättningsserien | Utslagna i playoff 1 av Kallinge-Ronneby                                   |
| 2013/2014           | Division 1F        | 6           | 2:a i fortsättningsserien |                                                                            |
| 2014/2015           | Hockeyettan Södra  | 7           | 4:a i vårserien           |                                                                            |
| 2015/2016           | Hockeyettan Södra  | 7           | 2:a i vårserien           | Utslagna mot Södertälje i playoff 1                                        |
| 2016/2017           | Hockeyettan Södra  | 11          | 6:a i vårserien           | 1:a i kvalserien                                                           |
| 2017/2018           | Hockeyettan Södra  | 7           | 2:a i vårserien           |                                                                            |
| Halmstad Hammers HC |                    |             |                           |                                                                            |
| 2018/2019           | Hockeyettan Södra  | 12          | 6:a i fortsättningsserien | 1:a i kvalserien                                                           |
| 2019/2020           | Hockeyettan Södra  | 5           | 1:a i Allettan            | Förlorar Hockeyettanfinalen mot Väsby, utslagna av Tranås i playoff        |
| 2020/2021           | Hockeyettan Södra  | 6           | 1:a i Vårettan            | Utslagna av Visby i play in                                                |
| 2021/2022           | Hockeyettan Södra  | 9           | 2:a i Vårettan            | Slutspel: Besegrar Tranås, Mariestad och Kalmar, 6:a i kvalserien          |
| 2022/2023           | Hockeyettan Södra  | 4           | 7:a i Allettan            | Slutspel: Besegrar Strömsbro, utslagna av Väsby                            |
| 2023/2024           | Hockeyettan Södra  | 3           | 3:a i Allettan            | Slutspel: Besegrar Strömsbro och Karlskrona 6:a i kvalserien               |

## Bilder
Bilder från Hockeyettanmatchen Halmstad Hammers–Nybro Vikings i Halmstad Arena 2018-10-12

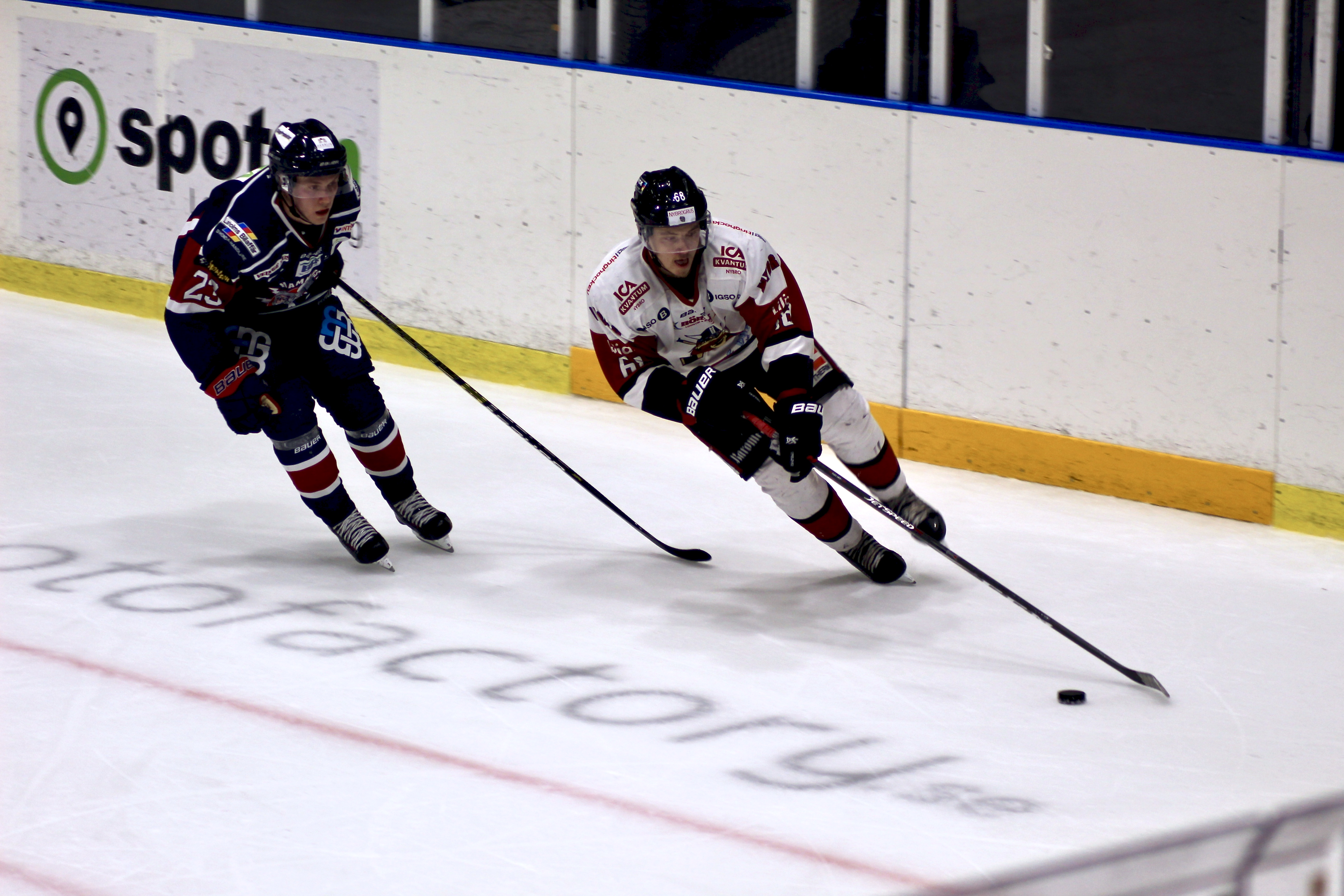
Robin Holm, Halmstad Hammers, jagar Robin Kokkonen, Nybro Vikings.
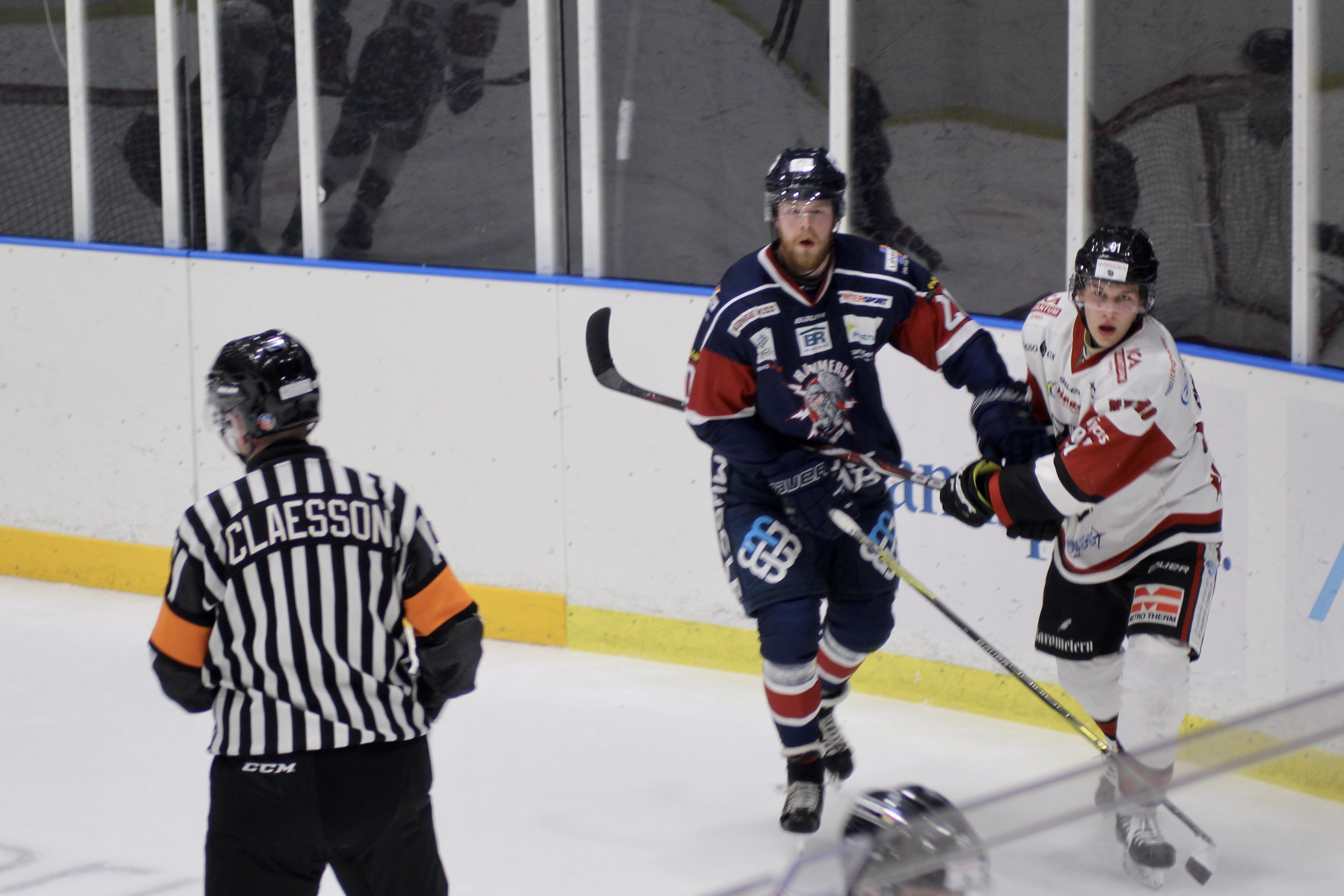
Alexander Wadlund, Halmstad Hammers; Fredrik Strömgren, Nybro Vikings och Morgan Claesson, domare.
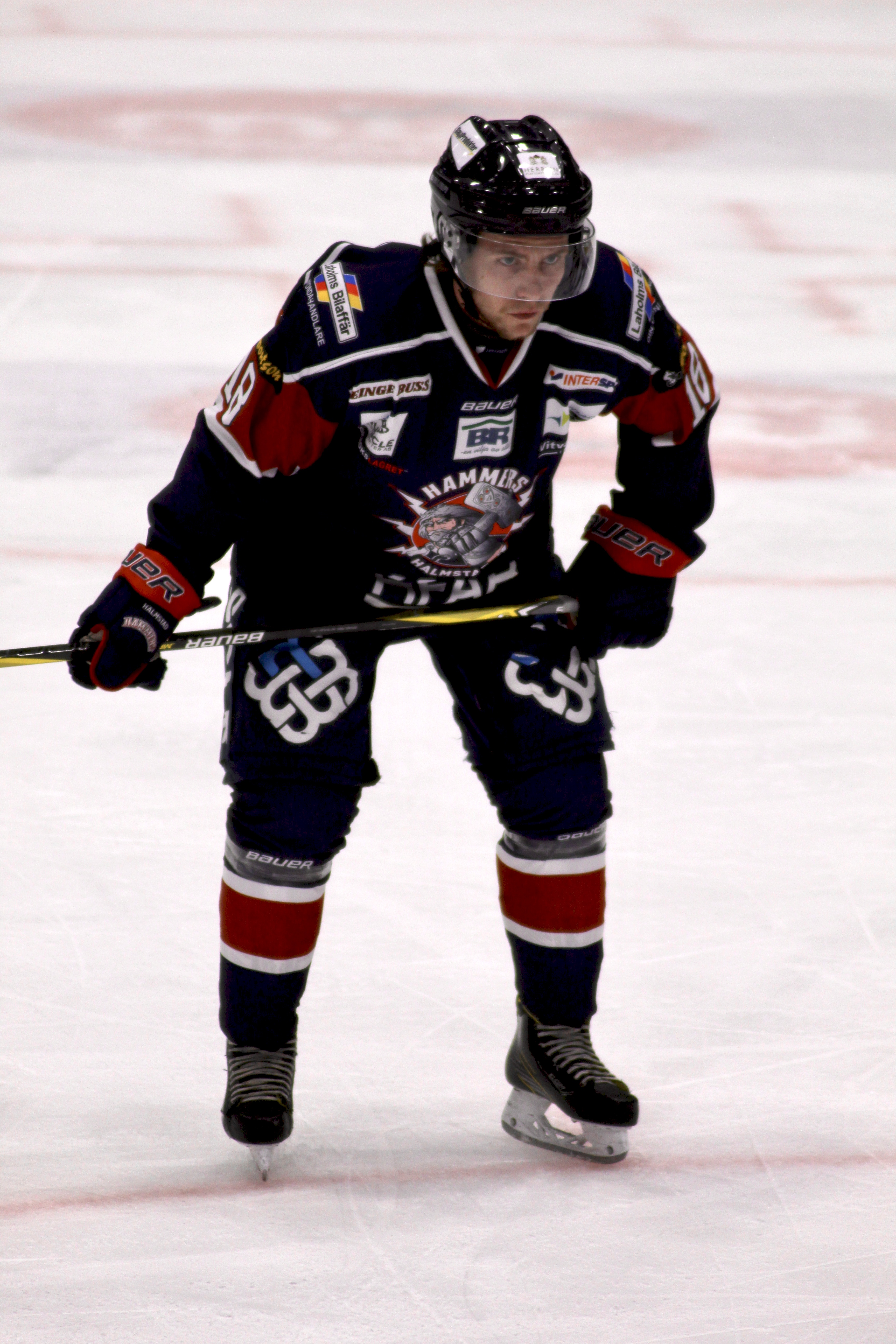
Markus Nygren
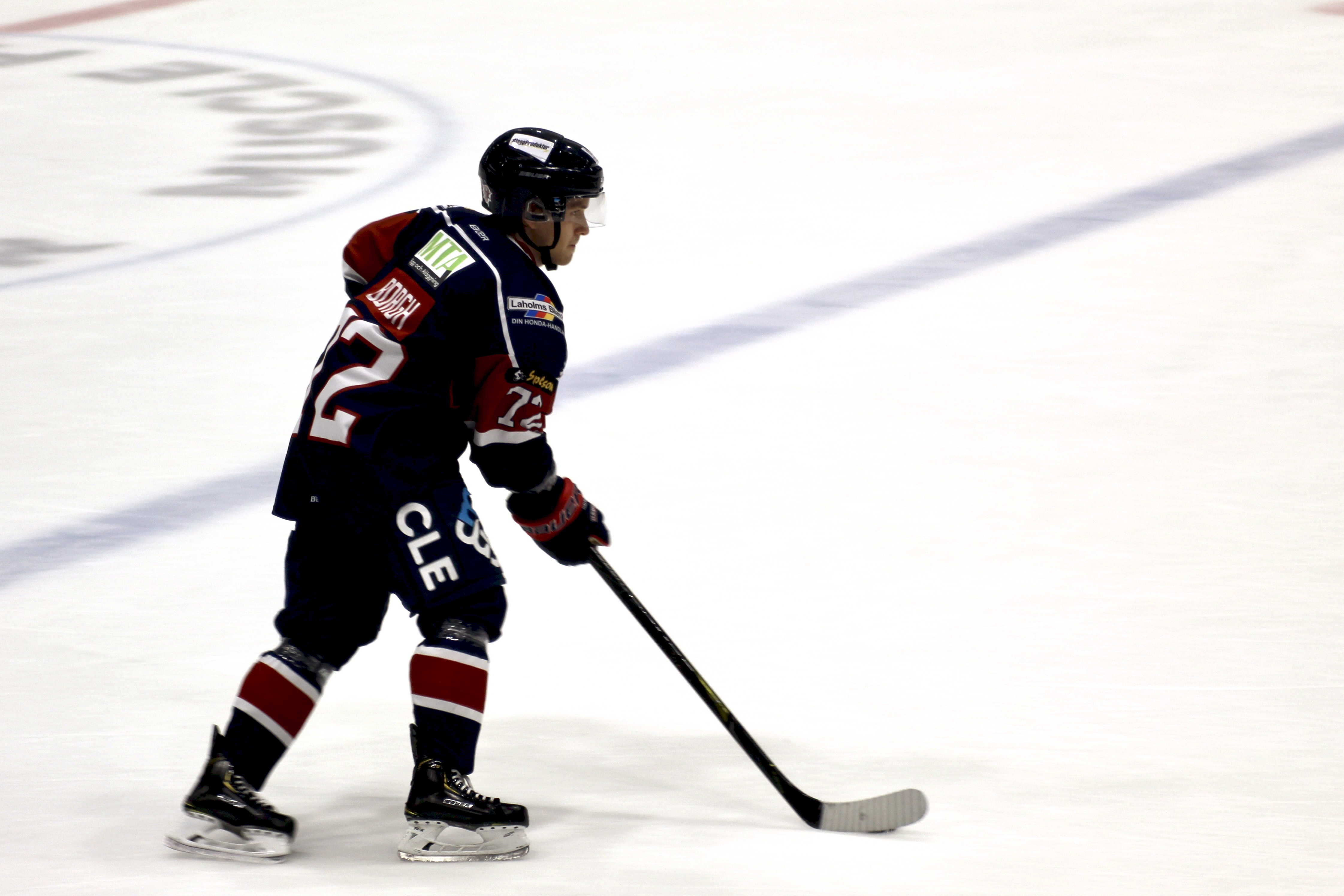
Marcus Borgh
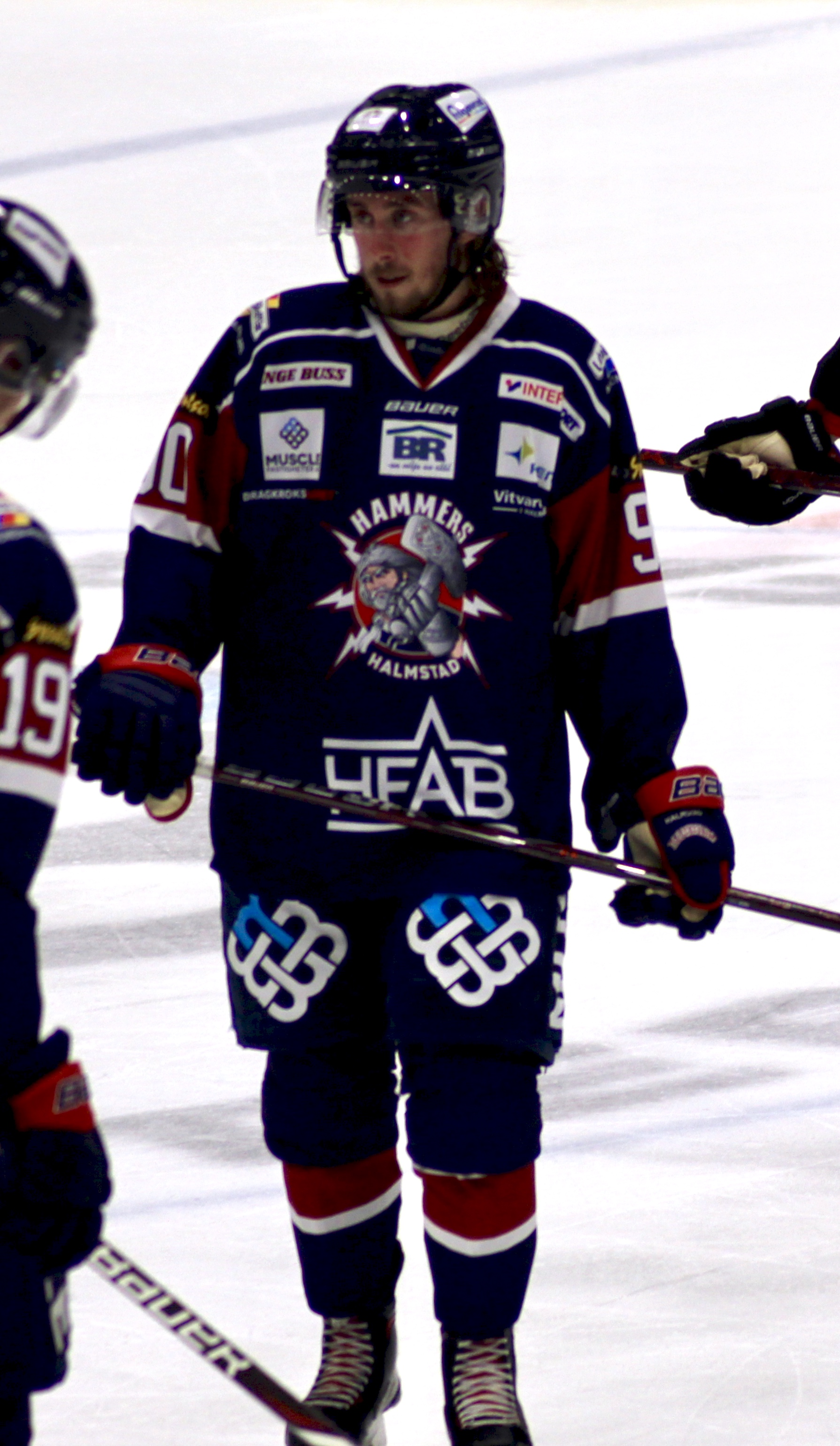
Philip Hjelmgren
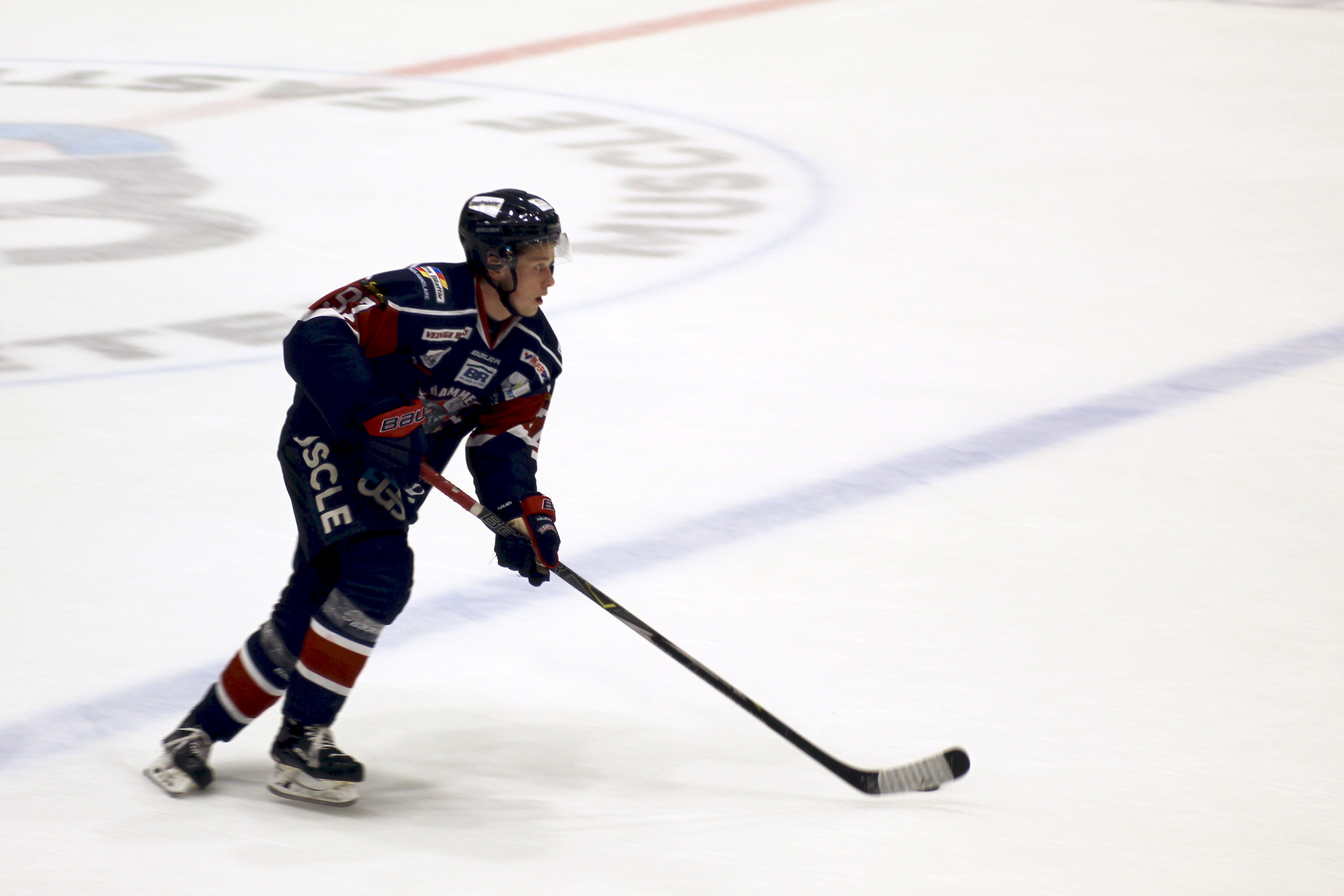
Melker Iversen
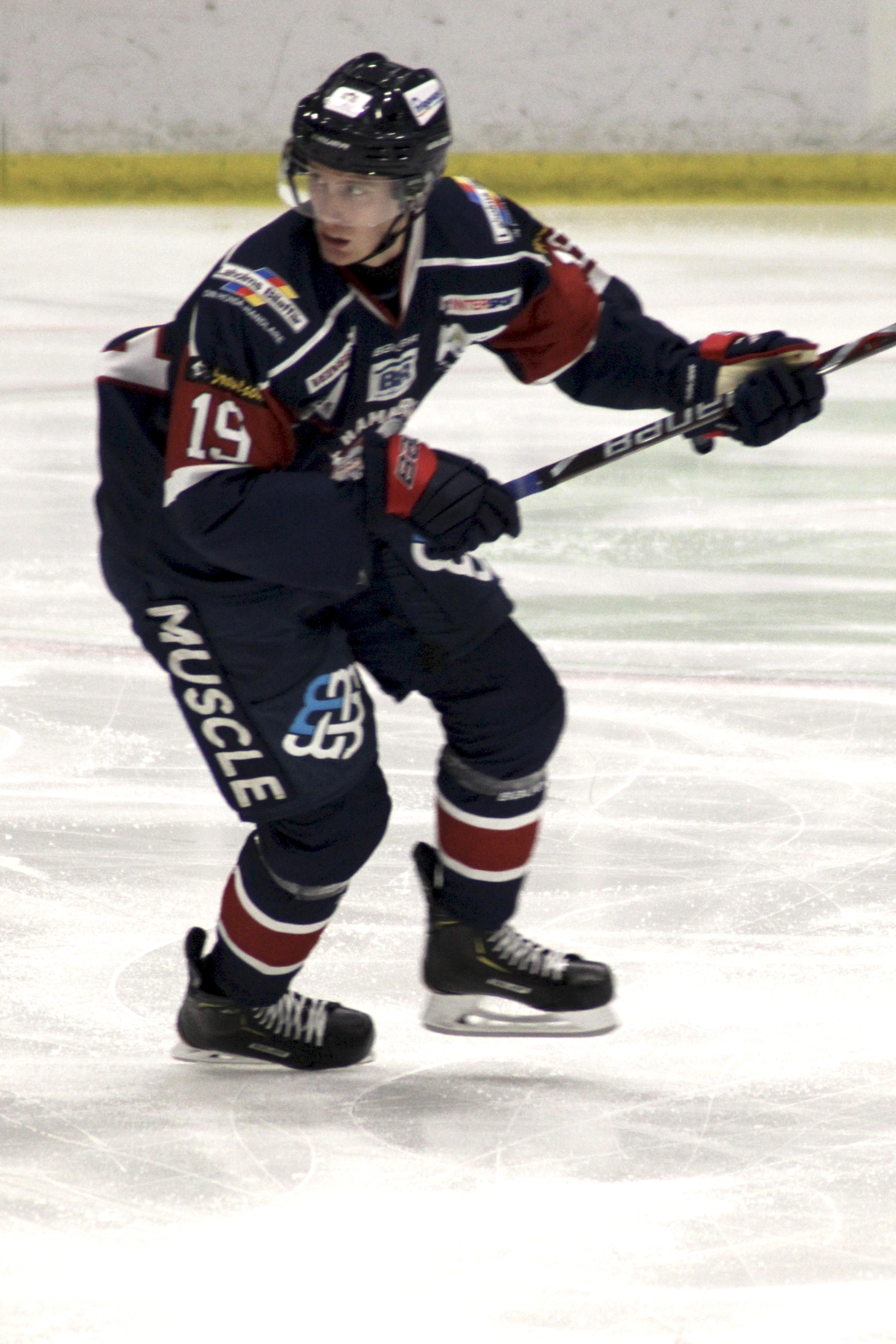
Ludvig Boquist